# Ancien immeuble du Crédit lyonnais

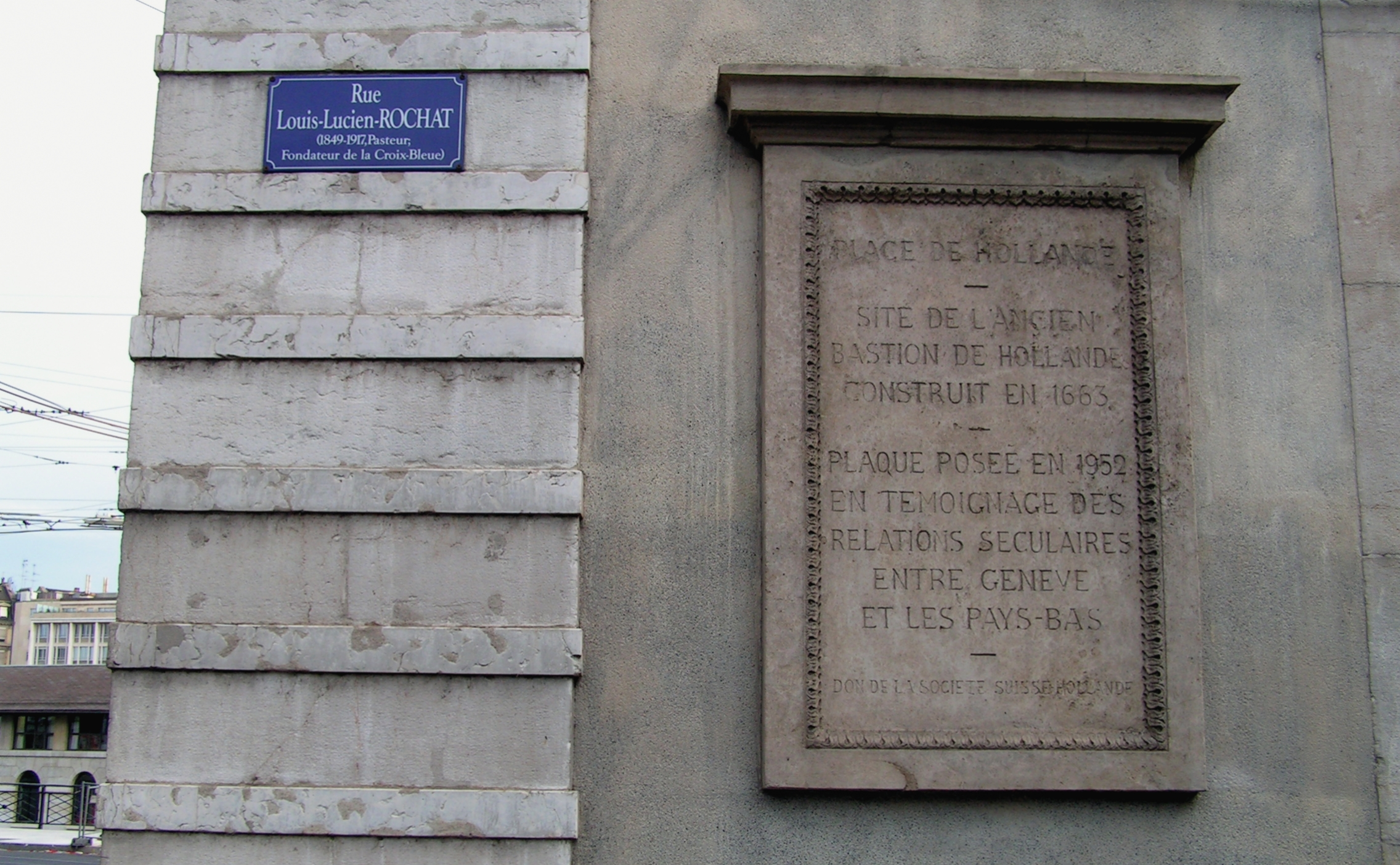
Ancien immeuble du Crédit lyonnais, rue Louis-Lucien Rochat à Genève. Plaque commémorative portant l'inscription: « Place de Hollande - Site de l'ancien Bastion de Hollande construit en 1663 - Plaque posée en 1952 en témoignage des relations séculaires entre Genève et les Pays-Bas ». Date photo : 12 août 2011.

L'ancien immeuble du Crédit lyonnais est un immeuble situé dans la ville de Genève, en Suisse.

## Histoire
Situé au bord du Rhône, l'immeuble est construit sur le lieu d'un ancien bastion, appelé « Bastion de Hollande » comme en témoigne une plaque commémorative. Il a accueilli, après la Seconde Guerre mondiale et pendant de nombreuses années le siège genevois du Crédit lyonnais qui lui a finalement donné son nom avant de le louer au Crédit agricole qui l'occupait encore en 2023.
Le bâtiment est inscrit comme bien culturel suisse d'importance nationale. Il a été rénové extérieurement en 2012.